# 李村街道 (洛阳市)
李村街道，是中华人民共和国河南省洛陽市洛龙区下辖的一个乡镇级行政单位，现由伊滨区托管。
2024年1月，李村街道析置为李村、孝文、光武3个街道。 

## 行政区划
李村街道下辖以下地区：
提庄社区、西李社区、南寨社区、李北社区、李东社区、上庄社区、下庄社区、李西社区、李南社区、偏桥社区、油赵社区。